# Centroscyllium granulatum
Centroscyllium granulatum är en hajart som beskrevs av Günther 1887. Centroscyllium granulatum ingår i släktet Centroscyllium och familjen lanternhajar. IUCN kategoriserar arten globalt som otillräckligt studerad. Inga underarter finns listade i Catalogue of Life.